# 马克斯·普朗克植物育种研究所
马克斯·普朗克植物育种研究所（德語：Max-Planck-Institut für Pflanzenzüchtungsforschung，缩写MPIPZ）是一个建立于1928年的科研机构，隶属于威廉皇帝学会（马克斯·普朗克学会的前身）。研究所建立时位于德国慕尼黑，第二次世界大战期间迁到Voldgsen，1955年迁到科隆。
埃尔温·鲍尔为研究所的首任所长，他在此开展了金鱼草和羽扇豆的驯化研究。约瑟夫·谢尔曾于1978-2000年间担任研究所主管，他在此研究遗传育种，并开发了基于农杆菌的植物转基因技术，1967年在根特大学动物学与微生物学专业毕业后在母校任教至1995年。